# Station Loppem
Het station Loppem is een voormalig spoorwegstation langs spoorlijn 66 (Brugge - Kortrijk) in Loppem, een deelgemeente van de gemeente Zedelgem. Het werd in 1955 gesloten, tegelijk met een aantal andere kleine stations aan de lijn.
0: Brugge ·
3,2: Sint-Michiels ·
7,2: Loppem ·
10,8: Zedelgem ·
12,9: Veldegem ·
18,9: Torhout ·
23,7: Lichtervelde ·
27,1: Gits ·
29,7: Beveren (Roeselare) ·
32,4: Roeselare ·
34,8: Rumbeke ·
36,7: Kachtem ·
39,3: Izegem ·
42,4: Ingelmunster ·
45,6: Lendelede ·
47,2: Sint-Katerine ·
50,2: Heule ·
51,0: Heule-Leiaarde ·
54,5: Kortrijk